# Salles-d'Aude
Salles-d'Aude  es una localidad  y comuna francesa, situada en el departamento del Aude en la región administrativa de Languedoc-Rosellón, distrito de Narbona y cantón de Coursan.

## Demografía
| 1 258 | 1 382 | 1 395 | 1 510 | 1 710 | 1 902 |
| Para los censos de 1962 a 1999 la población legal corresponde a la población sin duplicidades (Fuente: INSEE [Consultar]) |       |       |       |       |       |

## Lugares de interés
- Oppidum de la Moulinasse

## Personalidades relacionadas con la comuna
- Toulouse-Lautrec, pintor. Varias de sus obras reflejan el paisaje de la comuna, concretamente el del dominio del château de Celeyran, vivienda de su abuelo.